# Vanishing Vision
Vanishing Vision is het eerste album van de Japanse band X Japan (toenmalig X).
Er zijn eerst 1000 gelimiteerde persingen uitgebracht via het Extasy Records label, dat beheerd werd door drummer Yoshiki. De uitgaven die volgden op 14 april 1988 werden uitgebracht met songteksten. Later dat jaar werden tevens gelimiteerde picture discs uitgebracht, dit omdat de plaat 10.000 maal werd verkocht.
De LP is hedendaags een gewild collector's item. Op 15 oktober 1989 is Vanishing Vision op cd verschenen in Japan. In 1991 volgde een repress.

## Lineup
- Toshimitsu Deyama (zang)
- Hideto "hide" Matsumoto (gitaar)
- Taiji Sawada (basgitaar)
- Tomoaki Ishizuka (gitaar)
- Hayashi Yoshiki (drums)

## Tracklist
1. Dear Loser - 2:28
2. Vanishing Love - 6:01
3. Phantom Of Guilt - 5:18
4. Sadistic Desire - 6:07
5. Give Me The Pleasure - 2:57
6. I'll Kill You - 3:27
7. Alive - 8:24
8. Kurenai - 5:44
9. Un-Finished... - 1:31